# Mariana de Pineda Muñoz
Mariana de Pineda Muñoz, més coneguda com a Mariana Pineda, (Granada, 1 de setembre de 1804 - Granada, 26 de maig de 1831) fou una heroïna espanyola de la causa liberal al segle xix.
Neix a Granada l'1 de setembre de 1804 i mor executada per garrot vil, a la mateixa ciutat, el 26 de maig de 1831, a l'edat de 26 anys. Les seves restes mortals descansen a la cripta de la catedral de Granada. El 2006, la Unió Europea l'homenatjà i donà el seu nom a l'entrada principal del Parlament Europeu, com a símbol de l'aportació espanyola a la lluita pels drets i les llibertats a Europa. També al Congrés dels Diputats, a Madrid, figura el seu nom juntament amb el d'altres espanyols herois de la llibertat, com per exemple Rafael del Riego.

## Infància
Filla de Maria de los Dolores Muñoz y Bueno i de Mariano de Pineda y Ramírez, ell noble, nascut a Guatemala el 1754, capità de navili ja retirat (coronel, segons altres fonts, si bé capità de navili és una graduació de Marina que equival a coronel) i trenta anys més gran que la mare. La parella es va instal·lar a Sevilla en un primer moment, on va néixer la seva primera filla, Lluïsa Rafaela, encara que no arribarien a casar-se per les seves diferències socials i potser per les pressions familiars. Finalment acaben residint a Granada, en la Carrera del Darro, en 1803, on mor Luisa, però neix Mariana l'1 de setembre de 1804. El seu nom complet era: Mariana Rafaela Gila Judes Tadea Francisca de Paula Benita Bernarda Cecília de Pineda Muñoz. El 1806, María de los Dolores trenca la relació sentimental, i la filla amb només dos anys sota la custòdia del seu pare, que mor un any després, passant llavors, durant un temps, a cura del seu oncle José, descrit com a solter, cec i xacrós.

## Joventut
Mariana amb tan sols 14 anys, coneix un militar ja retirat i amb mala salut, Manuel Peralta Valter, ferm partidari del bàndol liberal. Per evitar al màxim les crítiques, es casa ràpidament l'any següent, el dia 9 d'octubre de 1819, i el 31 de març de l'any següent neix el seu primer fill. Enviuda tres anys després, el 1822, encara que ja amb dos fills al seu càrrec.
Compromesa també amb la causa liberal, s'involucra cada vegada més en contra dels partidaris de l'absolutisme i del rei Ferran VII.
A Granada hi havia un fort contrast entre les desenes d'edificis religiosos i l'àmplia presència liberal, per exemple els comtes de Teba, desterrats de Galícia per liberals, i que acollien a la seva nova residència els enemics de l'absolutisme, entre ells a Pineda.
D'ella es va enamorar un jove que més tard seria ministre d'Hisenda i un dels més rics del país, José de Salamanca y Mayol, conegut com a marquès de Salamanca. No obstant això, no va ser correspost i Pineda preferí un altre militar liberal, Casimiro Brodett, el qual no va aconseguir llicenciar-se per la seva alineació liberal i les noces es van frustrar.
La lluita entre liberals i absolutistes s'intensificà. El 1828 una gran conspiració va comportar una onada d'arrestos i ajusticiaments en el bàndol dels liberals. Pineda afrontà la situació amb actitud militant, va ser còmplice de la fugida de presó del seu cosí, el capità Fernando Álvarez de Sotomayor, destacat liberal condemnat a mort a causa de l'aixecament dels exèrcits d'Andalusia contra el rei en 1820 promogut pel general Rafael de Riego. Aconsegueix introduir un hàbit complet de frare i unes barbes postisses, amb la qual es fuga per l'única porta de la seva cel·la, i encara que tots donen per fet que és la principal còmplice, els absolutistes no poden ajuntar proves en contra seua. També col·labora ajudant presos, servint d'enllaç amb exiliats des de Gibraltar o servint com a casa de refugi a gent compromesa, tot i estar sotmesa a estreta vigilància de la policia.
Pineda havia conegut un altre home, José de la Peña y Aguayo, que molts anys després també arribaria a ministre d'Hisenda en el regnat d'Isabel II, relació que va donar com a fruit una filla, a la qual només va reconèixer en el seu testament.
El 1831, en un registre de casa seva, Ramon Pedrosa i Andrade, comissionat especial per a les causes de conspiració contra la Seguretat de l'Estat, una mena de policia política, requisa una bandera de dos metres per un, aproximadament, feta en tafetà morat, en la qual havia cosit un triangle verd, els dos colors del concepte d'Orient maçònic i en la qual s'havia brodat en fil vermell el lema liberal «Igualtat, llibertat i llei». Encara que erròniament se li va atribuir com a bandera nacional segons la seva pròpia llegenda, el seu significat polític va ser el mateix. Fou arrestada, acusada de conspiració o insurrecta, i immediatament empresonada.
En una de les seves reunions a Gibraltar se li havia encarregat cosir i teixir la bandera, però com que ella no sabia brodar, va encarregar la tasca a dues criades. Una d'elles tenia relacions amb un clergue liberal i va veure el brodat, víctima de la seva pròpia devoció partidista va advertir el seu pare reialista, el doctor Julián Herrera, que moderés el seu fervor absolutista, ja que la revolució era imminent. Aquest el va denunciar i Pedrosa, darrere de Pineda durant molts anys, la va detenir sota arrest domiciliari mentre obligava a amagar la bandera a la casa perquè la policia obtingués així la prova del delicte.
Intenta escapar disfressada de vella, però és detinguda de nou i tancada en el convent de Santa María Egipcíaca de Granada, que utilitzat originàriament per rehabilitar prostitutes havia degenerat en una presó comuna per a dones. Durant el judici, Pedrosa, que se li havia insinuat, enamorat o confós per la llibertat sentimental de Pineda, intenta convèncer-la que delatés els seus còmplices a canvi de perdonar, però ella es negà:
| « | Mai una paraula indiscreta escaparà dels meus llavis per a comprometre a ningú. Em sobra fermesa d'ànim per afrontar el tràngol final. Prefereixo sense dubtar una mort gloriosa a cobrir-d'oprobi delatant a persona vivent. | » |

## Sentenciada a mort
Finalment, després d'un judici ple d'irregularitats, Ferran VII d'Espanya signa la seva sentència de mort basant-se en l'article número 7 del decret d'1 d'octubre del 1830: Tota maquinació a l'interior del regne per a actes de rebel contra la meva autoritat sobirana o suscitar commocions populars que arribin a manifestar-se per actes preparatoris de la seva execució, serà castigada en els autors i còmplices amb la pena de mort.
Dos mesos després del seu arrest i en conèixer la sentència, Mariana exclama:
| « | El record del meu suplici farà més per la nostra causa que totes les banderes del món. | » |

La vigília, va escriure un testament i una carta als seus fills per dir-los que moria dignament per la Llibertat i la Pàtria, però van ser requisats per subversius. Abans d'anar a dormir, havien de canviar-li el vestit per evitar que amagués res, la qual cosa va acceptar si, després de la seva mort, el picaven amb unes tisores per evitar que despullessin el cadàver per treure-li el vestit. El 26 de maig és conduïda a la plaça del Triomf on fou ajusticiada públicament aplicant-li el garrot vil.

## Heroïna de la llibertat
La seva execució va pretendre castigar la causa dels liberals, el que la va convertir en una màrtir per aquests, però també en un símbol popular de la lluita contra la falta de llibertats. La biògrafa Antonina Rodrigo ha trobat romanços sobre Mariana en països com Argentina o Itàlia.
El 1925, el poeta de Granada Federico García Lorca acaba l'obra dramàtica homònima basada en la seva història (Mariana Pineda, romanç popular en tres estampes), que estrenarà dos anys més tard al Teatre Goya de Barcelona la companyia de Margarida Xirgu, i donant posteriorment a conèixer encara més a aquesta figura històrica que ja s'havia recollit popularment al carrer.
El 1970, José Martín Recuerda escriu Las arrecogías del beaterio de Santa María Egipciaca, una obra teatral centrada en els mesos que Mariana Pineda va romandre presa.
L'Ajuntament de Granada commemora la seva figura a la plaça de Mariana Pineda tots els 26 de maig de cada any, dia de la seva execució. En primer lloc es realitza una ofrena floral davant la seva estàtua i, a continuació, la Banda Municipal ofereix un concert.